# Criquetot-sur-Ouville
Criquetot-sur-Ouville – miejscowość i gmina we Francji, w regionie Normandia, w departamencie Sekwana Nadmorska.
Według danych na rok 1990 gminę zamieszkiwało 510 osób, a gęstość zaludnienia wynosiła 87 osób/km² (wśród 1421 gmin Górnej Normandii Criquetot-sur-Ouville plasuje się na 447. miejscu pod względem liczby ludności, natomiast pod względem powierzchni na miejscu 620.).